# Coalición SI por Salamanca
Coalición SI por Salamanca o Sumando ilusiones (Si) fue una coalición política española formada por los partidos Unión del Pueblo Salmantino, Democracia y Regeneración Política y Ciudadanos de Salamanca, además de otras agrupaciones independientes de cara a las elecciones a las Cortes de Castilla y León de 2011. Unidad Regionalista de Castilla y León fue invitada a incorporarse a la coalición, descartando la formación regionalista sumarse a la misma en las municipales y autonómicas.
Tuvo comités en todas las comarcas de Salamanca y en algunos de sus pueblos y ciudades.

## Objetivos
Esta agrupación nació con el objetivo de unir esfuerzos para poder obtener representación tanto a nivel local como regional, debido, a que la existencia de una gran diversidad de partidos, provocaba que en solitario no alcanzasen los votos necesarios para obtener representación tanto en la Diputación Provincial de Salamanca como en las Cortes de Castilla y León.

## Resultados electorales
En las elecciones municipales de 2011, esta formación obtuvo un total de 4 alcaldías, y 69 concejalías, 16 menos que las obtenidas en 2007 por Unión del Pueblo Salmantino, que era la principal fuerza de esta coalición.
Asimismo no logró obtener representación alguna en las Cortes de Castilla y León.